# نيبك (فليكا كلادوشا)
نيبك ( بالسيريلية : Непеке) هي قرية في البوسنة والهرسك. وهي تقع في بلدية فليكا كلادوشا التابعة لكانتون يونا-سانا في اتحاد البوسنة والهرسك. طبقا لنتائج التعداد البوسنة عام 2013، فقد كان عدد سكانها 641 نسمة.

## التركيبة السكانية

### التطور التاريخي للسكان
| 1961 | 1971 | 1981 | 1991 | 2013 |
| ---- | ---- | ---- | ---- | ---- |
| 459  | 506  | 614  | 740  | 641  |

## وصلات خارجية
- (بالإنجليزية)

```
Maplandia
```